# ゆうがたGet!
『ゆうがたGet!』（ゆうがたゲット!）は、1999年4月5日からテレビ信州で生放送されているローカル情報番組（夕方ワイド番組）。本項目では『陽司★美恵子 ゆうがたGet!』に端を発する"ゆうがたGet!"とつく一連の番組について記す。

## 概要
1999年春、番組は『陽司★美恵子 ゆうがたGet!』（ようじとみえこのゆうがたゲット）というタイトルでスタート。司会にはテレビ信州アナウンサーの伊東陽司と中西美恵子（当時）が起用された。
『ゆうがたGet!』開始以前のテレビ信州は、1991年4月から日曜夜に『信州2230TV』という情報番組を生放送していたが、1998年12月に同番組を終了。同番組を発展させた形で夕方ワイド番組に新規参入することになった。「信州2230TV」最終回では、この番組でも司会を務めていた伊東から新番組『ゆうがたGet!』の告知が行われた。
番組が開始される1999年4月までの3か月間は充電期間と共に、番組出演者によるストーリー仕立ての番宣スポットCMを立て続けに投入し、視聴者に向けた新番組のPRを連日実施した。そして、充電期間を経てスタートした『ゆうがたGet!』は、番組初回からオープニングで使用されて「ゆうがたGet!はYOUがターゲット!」の語呂の良いキャッチフレーズの掛け声から始まり、生活情報・料理コーナー・長野市と松本市を中心とした連日の中継コーナーから、最新ニュース・天気予報を織り交ぜた番組内容で、番組の終了後にはステーションブレイクなしで『NNN信州ニュースプラス1』へ繋ぐという構成だった。
当時番組を立ち上げたプロデューサー（元テレビ信州アナウンサー・今村正大）によると、番組開始当初は視聴率が低迷していた。しかしその後、放送開始時間の前倒しや番組タイトルロゴ・一部コーナーの見直しなどを実施したことで視聴率も好転している。また、2008年4月以降は長野県で唯一の夕方ワイド番組となっている。
2015年4月17日放送分で放送回数4000回を達成した。
2021年7月21日放送分で放送回数5555回を達成した。この回では特別ゲストに渡辺謙を迎えて放送された。
2024年4月1日の放送から『ゆうがたGet! every.』（ゆうがたゲット エブリイ）に番組タイトルを変更に伴い、『news every.・第2部』のネットを開始する。『ゆうがたGet!』と、これまで18時台に単独番組として放送されていた『テレビ信州news every.』とのオムニバス放送となる。番組キャッチフレーズは「"もっと"つながる、信州とつながる。」

## 番組内容
現在の放送時間は15時50分 - 19時00分であるが、編成上は4部制となっており、15時50分 - 16時45分を第1部、16時45分 - 17時53分を第2部、17時53分 - 18時15分を第3部、18時15分 - 19時00分を第4部として区切り、放送されている。
第1部『ゆうがたGet!』
特集・料理コーナーを中心に放送。
第2部・第3部『news every.（第2部）』・『(NNN) news every.』
日本テレビから放送。（17時台中盤の「木原さんのお天気」部分は、長野県内のニュース・天気を放送）
第4部『テレビ信州news every.』
長野県内のニュースを中心に放送。

## 番組名・放送時間
陽司★美恵子 ゆうがたGet!
- 1999年4月5日 - 2000年9月29日
- 月曜 - 金曜 16時30分 - 17時30分

信州生活百科 ゆうがたGet!
- 2000年10月2日 - 2001年3月30日
- 月曜 - 金曜 15時50分 - 16時50分

情報ワイド ゆうがたGet!プラス1
- 2001年4月2日 - 2004年3月26日
- 月曜 - 木曜 15時50分 - 19時00分／金曜 16時50分 - 19時00分
- 2004年3月29日 - 2005年4月1日
- 月曜 - 木曜 15時50分 - 19時00分／金曜 17時50分 - 19時00分
- 2005年4月4日 - 2006年3月31日
- 月曜 - 金曜 15時50分 - 19時00分

情報ワイド ゆうがたGet!
- 2006年4月3日 - 2009年3月27日
- 月曜 - 金曜 15時50分 - 17時50分
- 2009年3月30日 - 2010年3月26日
- 月曜 - 金曜 15時50分 - 17時15分
- 2010年3月29日 - 2011年9月30日
- 月曜 - 金曜 16時30分 - 17時50分
- 2011年10月3日 - 2014年3月21日
- 月曜 - 金曜 16時30分 - 17時53分

ゆうがたGet!
- 2014年3月31日 - 2024年3月29日
- 月曜 - 金曜 15時50分 - 17時53分

ゆうがたGet! every.
- 2024年4月1日 -
- 月曜 - 金曜 15時50分 - 19時00分

## 現在の出演者
○はテレビ信州アナウンサー（出演当時を含む）。

### MC
- 松井美幸○（月 - 水曜日、2008年4月 - 2015年12月24日、2017年4月3日 - 2019年9月26日、2021年4月1日 - ）[注 1]
- 藤原里瑛○（木・金曜日、2007年4月 - ）[注 2]
- 下嶋兄（タレント、 木・金曜日 、2013年4月4日 - ）[注 3]

### ニュースキャスター
- 鈴木恵理香○（日替わり、2021年3月29日 - ）[注 4]
- 菅野直道○（日替わり、2021年3月31日 - ）[注 5][注 6]
- 齋藤沙弥香○（日替わり、2018年4月 - 2021年3月31日、2022年4月 - ）[注 7]
- 宮里伸哉○（日替わり、2022年4月 - ）

### 中継キャスター
- 伊東陽司○（月曜日、2014年3月31日 - ）[注 8]

### コーナーレギュラー
- 酒井健太郎○（「里山って、こんな所です。」（隔週木曜日）、「マイチャン。アプリ」（金曜日）、2021年5月 - ）
- 吉田修一（弁護士、「お悩み解決劇場 法律教えて!吉田せんせ〜」（月1回木曜日））
- 金子貴俊（「金子貴俊のテッペン頂きます!」(月1回)、2023年5月 - ）

### レギュラー
- こてつ[注 9]（お笑い芸人）
  - 河合武俊（火曜日、2008年10月 - ）[注 10]
  - 北村智（月曜日、2008年10月 - ）[注 11]
- マンモウ飯田[注 12]（お笑い芸人、水曜日、2008年10月 - ）
- 伊東秀一○（火・水曜日、2016年4月 - ）[注 13]
- 田幸和歌子（フリーライター、水曜日、2022年4月 - ）
- 峰竜太（タレント、月1回木曜日→不定期）
- 須東潤一（タレント、月1回火曜日→不定期[注 14]、2016年7月 - ）

### Get!リポーター
- 宮代香織
- 小宮山知紗
- 中島菜々

### 料理コーナー
- 中村一子（金曜日）

### 気象予報士
- 木下歌織○（2025年3月31日 - ）

## 過去の出演者
★は準レギュラー扱いとしての出演者。

### 司会
| 期間      | 期間       | 男性              | 男性              | 男性              | 男性              | 女性                | 女性                       | 女性                       | 女性              |
| 期間      | 期間       | 月・火曜日        | 水曜日            | 木曜日            | 金曜日            | 月・火曜日          | 水曜日                     | 木曜日                     | 金曜日            |
| --------- | ---------- | ----------------- | ----------------- | ----------------- | ----------------- | ------------------- | -------------------------- | -------------------------- | ----------------- |
| 1999.4.5  | 2003.12.26 | 伊東陽司          | 伊東陽司          | 伊東陽司          | 伊東陽司          | 中西美恵子          | 中西美恵子                 | 中西美恵子                 | 中西美恵子        |
| 2004.1.5  | 2006.3.31  | 伊東陽司          | 伊東陽司          | 伊東陽司          | 伊東陽司          | 加納美也子          | 加納美也子                 | 加納美也子                 | 加納美也子        |
| 2006.4.3  | 2008.3.28  | 伊東陽司          | 伊東陽司          | 伊東陽司          | 伊東陽司          | 稲葉陽子            | 稲葉陽子                   | 稲葉陽子                   | 稲葉陽子          |
| 2008.3.31 | 2009.3.27  | 伊東陽司          | 伊東陽司          | 伊東陽司          | 中村守            | 松井美幸            | 松井美幸                   | 松井美幸                   | 黒木愛子          |
| 2009.3.30 | 2013.3.29  | 伊東陽司          | 伊東陽司          | 伊東陽司          | 中村守 清水まなぶ | 松井美幸            | 松井美幸                   | 松井美幸                   | 黒木愛子          |
| 2013.4.1  | 2014.3.28  | 伊東陽司          | 伊東陽司          | 伊東陽司          | 中村守 下嶋兄     | 原山紅花            | 原山紅花                   | 原山紅花                   | 黒木愛子          |
| 2014.3.31 | 2014.9.26  | 横田光幸          | （不在）          | （不在）          | 中村守 下嶋兄     | 松井美幸 原山紅花   | 松井美幸 稲葉陽子 原山紅花 | 松井美幸 稲葉陽子 原山紅花 | 松井美幸 黒木愛子 |
| 2014.9.29 | 2015.3.27  | 横田光幸          | （不在）          | （不在）          | 下嶋兄            | 松井美幸 原山紅花   | 松井美幸 稲葉陽子 原山紅花 | 松井美幸 稲葉陽子 原山紅花 | 松井美幸 黒木愛子 |
| 2015.3.30 | 2015.12.24 | （不在）          | （不在）          | （不在）          | 下嶋兄            | 松井美幸 原山紅花   | 松井美幸 原山紅花          | 松井美幸 原山紅花          | 松井美幸          |
| 2016.1.4  | 2016.4.1   | 伊東陽司 横田光幸 | 伊東陽司          | 伊東陽司          | 下嶋兄            | 原山紅花            | 原山紅花 内田有紗          | 原山紅花 内田有紗          | 原山紅花          |
| 2016.4.4  | 2016.8.26  | 伊東陽司 横田光幸 | 伊東陽司 横田光幸 | 伊東陽司 横田光幸 | 下嶋兄            | 竹内彩華            | 内田有紗                   | 内田有紗                   | 寺島舞            |
| 2016.8.29 | 2017.3.31  | 伊東陽司          | 伊東陽司          | 伊東陽司          | 下嶋兄            | 内田有紗            | 内田有紗                   | 内田有紗                   | 寺島舞            |
| 2017.4.3  | 2018.3.30  | （不在）          | （不在）          | （不在）          | 下嶋兄            | 松井美幸 内田有紗   | 松井美幸 内田有紗          | 松井美幸 内田有紗          | 寺島舞            |
| 2018.4.2  | 2019.3.29  | 厚芝智行          | （不在）          | （不在）          | 下嶋兄            | 松井美幸            | 松井美幸 齋藤沙弥香        | 松井美幸 齋藤沙弥香        | 寺島舞            |
| 2019.4.1  | 2019.9.27  | （不在）          | （不在）          | 下嶋兄            | 下嶋兄            | 松井美幸 齋藤沙弥香 | 松井美幸 齋藤沙弥香        | 松井美幸                   | 寺島舞            |
| 2019.9.30 | 2021.3.31  | （不在）          | （不在）          | 下嶋兄            | 下嶋兄            | 齋藤沙弥香          | 齋藤沙弥香 寺島舞          | 寺島舞                     | 寺島舞            |
| 2021.4.1  | 現在       | （不在）          | （不在）          | 下嶋兄            | 下嶋兄            | 松井美幸            | 松井美幸                   | 藤原里瑛                   | 藤原里瑛          |

### コメンテーター
- 安藤州平（写真家）
- 今久留主成幸（信濃グランセローズGM）
- 岩崎聖太郎（歯科医師/テレビ信州「自動車浪漫」メインパーソナリティー）
- 内山二郎（フリージャーナリスト）
- 加瀬清志（放送作家）
- 加藤由美子（工芸家）
- 北沢房子（フリーライター）
- 小出博治（長野国際親善クラブ会長）
- 小林可奈子（アトランタ五輪MTB日本代表）
- 小林節子（フリーアナウンサー）
- 小長谷悠紀（長野大学環境ツーリズム学部准教授）[注 15]
- 佐藤隆平（キルト作家）
- 清水まなぶ（ミュージシャン）
- 杉野BEAT（漫画家）
- 瀬川ナミ（ジャズダンサー）
- 藤原浩（フードアナリスト）
- 元川悦子（スポーツライター）
- 森田舞（社会保険労務士）
- 森山木の実（人形劇ぱぴぃ）
- 山崎夏菜（イメージコンサルタント）
- 横沢冨美子（シネマライター）
- チェ・ヨンヒ（フリー通訳）
- マブソン青眼（俳人）
- もう中学生（芸人）
- 鷹野和美（医学博士・大学教授）

### Get!リポーター
- 塩崎範子
- 塩野谷有紀
- 早川由紀
- 臼井美麗
- 高野真央
- 最上純子
- 清水翔子
- 寺島舞（フリーアナウンサー、 2015年7月1日 - 2021年3月27日[注 16] ）
- 唐木さやか
- 細貝恵美
- 篠原真紀

### 料理コーナー
- 増田昌子
- 小林雪江
- 遠藤紀夫
- 宮城恵美子
- 小池邦夫
- 奥本良太
- 佐藤直仁
- 篠沢宏貴
- 小宮山秀幸
- 清水勝美
- 湯川章子
- 西野周子
- 保田雅広（月曜日）
- 畠山小奈恵（火曜日）
- 柳原佑哉（月1回火曜日）
- 草間順子（2007年 - 2024年3月27日[3]、水曜日）
- 大口知子（木曜日）[注 17]
- 大日方隆英（2022年4月 - 、月1回木曜日）[注 18]

### 特集リポーター・中継リポーター・情報キャスター
- 柴田隆（中継リポーター・情報キャスター） - 現在は番組の演出を務めている。
- 浅井みどり○（中継リポーター）
- 飛田厚史○（中継リポーター）
- 竹内彩華○（特集・中継リポーター）

### コーナーレギュラー
- やす（ずん、「ずんマンモウ」（水曜日）[注 19]）
- 羽賀朱音★（モーニング娘。'23/'24、「ずんマンモウ」（水曜日）[4]、2023年4月19日[5][注 20] - 2024年5月29日）
- 木下歌織○（「マイチャン。アプリ」（金曜日）→特別企画、2019年4月 - 2021年5月、2022年9月 - 2025年3月）

### 気象予報士
- 塚原英子（1999年4月 - 2004年3月）
- 榊原淳子（2004年4月 - 2008年10月3日）
- 中島のぞみ（2008年10月6日 - 2009年10月2日）
- 笠原久司（2014年4月- 2018年3月 金曜日・災害時）
- 宮本麻衣（2018年4月 - 2020年3月）
- 鈴木智恵（2020年4月 - 2025年3月）

### ニュースキャスター
- 中澤有美子○
- 浅葉彩○

### 芸能コーナー
- 城下尊之（芸能リポーター）

## 備考
さだまさしとコラボレーション
2016年3月4日、テレビ信州開局35周年記念特別番組として長野県とも縁のあるシンガーソングライターのさだまさしとコラボレーションし、4時間特番『ゆうがたGet!プレミアム そ〜なの。信州信濃のさだまさしなの（仮）』が放送された。なお、テレビ信州はかつて、開局25周年記念ドキュメンタリー番組「さだまさし 旅詩人〜海人が愛する山里のうた〜」を制作・放送したことがあり、テレビ信州とさだがタッグを組むのは約10年ぶりである。
新潟×長野 一番Get!
2017年3月より放送開始。当局の「ゆうがたGet!」とテレビ新潟 の「夕方ワイド新潟一番」がタッグを組み、各回ごとにテーマを決めて新潟・長野両県の魅力を伝える共同制作番組かつ2局同時放送。2024年（8回目）までの放送枠は一貫して毎年1回3月上旬の金曜日18時40分 - 19時56分に生放送。2025年（9回目）からは放送枠を縮小（18時58分 - 19時56分 放送）の上、すべて事前収録の番組に切り替わる（予定）。
- 2017年3月3日（1回目）テレビ新潟（以下、TeNY）のスタジオから諸橋碧と堀敏彦、伊東陽司と内田有紗が出演。
- 2018年3月2日（2回目）「一番Get！ケンミン生投票 ～信越ながら…ゴールデンやっちゃいます!!～」としてテレビ信州のスタジオから生放送。同局スタジオからは両番組を代表して松井美幸、諸橋碧、下嶋兄、寺島舞が出演。
- 2019年3月8日（3回目）前年の2回目と同様に「ケンミン生投票 ～信越ながら…ゴールデンやっちゃいます!!～」というサブタイトルで、TeNYのスタジオから生放送。お笑いタレントの和牛をMCに迎えた。
- 2020年3月6日（4回目）MCに霜降り明星を迎え「極上ネタそろってますスペシャル」と題してテレビ信州スタジオから生放送。同スタジオからはその他、ナイツも出演した。
- 2021年3月5日 「今年で5回目！そろそろ白黒つけちゃうぞSP」と題してTeNYのスタジオから生放送。和牛が当シリーズ2回目のMCを務めた。
- 2022年3月4日（6回目）MCにドランクドラゴンを迎え「〜絶景×グルメいただきマッスルSP～」と題してテレビ信州スタジオから生放送。その中継内で行われる3本の対決企画を交えながら【新潟】【長野】両県の魅力を競い合うというコンセプトの下で放送された。
- 2023年3月3日（7回目)「つなげよう！信越の魅力連発SP」と題してTeNY新潟一番スタジオから生放送。MCはNONSTYLEの井上裕介 と紅しょうがが務める。この回では《新潟・長野の魅力度アップ！大作戦》というコンセプトで住みます芸人の二人 関田将人とこてつの河合武俊がSNS（X）を大いに活用し、新潟・長野 両県の魅力を生放送中に発信した。
- 2024年3月1日（8回目）テレビ信州からの生放送で「勝ったら看板番組いただきますSP」と題し、2022年（6回目）まで行われた『新潟×長野 対決企画』が2年ぶりに復活した。VTR内ロケ企画と生中継内で行われる企画の2本立てになっていたが、VTR企画内での対決は引き分けとなったため勝負の行方は中継内の対決企画で勝利した県がそのまま優勝という展開となった。その中継内企画の勝負は視聴者投票で決定、結果は新潟の勝利となり、新潟一番MCの一人である諸橋が後日3月14日にテレビ信州に出向いて乗っ取り企画を敢行した。なおスタジオMCのタイムマシーン3号は、事前のVTRロケ企画にも参加した。[8]
- 2025年3月7日（9回目）「加藤浩次さん信越のコレ知っていますかSP」と題し、加藤浩次と影山優佳の出演。テレビ新潟からは諸橋碧アナウンサー、テレビ信州からは松井美幸アナウンサーが出演。